# 大衛·傑
大衛·傑（David Jay），出生於1982年4月24日，美國人，是一名無性戀的行動主義者。他是The Asexual Visibility and Education Network（AVEN（页面存档备份，存于））的創始人及網站管理員。自全球資訊網與社交媒體出現以來，許多無性戀社群得以建立，而AVEN就是其中最著名的社群。

## 活動
歷經了沒有關於無性戀的資訊能使用的失意，大衛在2001年時創立了AVEN的網站。在那之後，大衛總是在無性戀中擔任領頭羊的角色，出現在許多電視節目上，還因為Arts Engine的紀錄片(A)sexual而聲名大噪。
AVEN被Salon.com說成是非官方的無性戀者們的燈塔，也是廣泛被認可的最大的無性戀社群。 它的主要目標是"建立大眾對無性戀的接受、討論無性戀問題以及促進無性戀社會的成長"。截至2013年6月17日，AVEN就有了將近70,000名已註冊的用戶。
大衛在紐約市同時與美國教育部和一些私人組織進行合作，提供健康教育者對於無性戀包容的訓練。
大衛的眼中有一個理想的世界，一個大家都傾向於與他人建立更深的情感關係的社會，人們滿足於任何形式的親密的人際關係，不論它是否涉及性。

## 個人生活
大衛來自於密蘇里州的聖路易斯，在2000年時畢業於Crossroads College Preparatory School。從15歲時就開始思考自己是否是無性戀。當他在就讀康乃狄克的衛斯理大學時，表明了自己的無性戀身分。

## 外部連結
- AVENguy （页面存档备份，存于） – David Jay線上的個人資料
- Love from the Asexual Underground（页面存档备份，存于） - David Jay的關於無性戀的部落格和播客
- AVEN（页面存档备份，存于） – Asexual Visibility and Education Network
- Interview with Jay （页面存档备份，存于）
- 大衛·傑在互联网电影资料库（IMDb）上的資料（英文）